# Industriegesellschaft
Die Industriegesellschaft ist gekennzeichnet durch einen hohen Grad der Industrialisierung und den damit verbundenen Produktionsweisen und sozialen Strukturen. Die jeweilige Wirtschaftsordnung bleibt bei dieser Begriffsdefinition unberücksichtigt. Industriegesellschaften entstanden in der Folge eines Prozesses, der als Industrielle Revolution bezeichnet wird. Aus Sicht der Ethnologie werden sie als sogenannte „heiße“ Kulturen betrachtet, bei denen Fortschritt und Entwicklung das entscheidende Leitbild der zugrundeliegenden Weltanschauungen sind.

## Merkmale
Wesentliche Merkmale der Industriegesellschaft sind die Produktion in Fabriken und ein hoher Grad der Arbeitsteilung. Meist ist dies mit einer zunehmenden räumlichen Trennung von Arbeits- und Wohnstätten verbunden. Charakteristisch für die Industriegesellschaft sind ferner der Trend zur Verstädterung, eine Zunahme der Bürokratisierung, die Erhöhung des materiellen Lebensstandards, Umweltprobleme sowie eine Konzentration des Produktivkapitals.

## Industriegesellschaft als Zwischenstufe
Die Industriegesellschaft wird als Stufe zwischen der Agrargesellschaft und der Dienstleistungsgesellschaft betrachtet; dies geht zurück auf eine Interpretation der Drei-Sektoren-Theorie von Fourastié und anderen.
In hochindustrialisierten, marktwirtschaftlich orientierten Volkswirtschaften ist heute der Anteil des Dienstleistungsbereichs an der Wertschöpfung größer als der des sekundären Sektors. Dort ist vielfach auch ein Prozess der Deindustrialisierung zu beobachten. Industrien südostasiatischer Billiglohnländer verdrängten die konkurrierenden Industrien aus Industrieländern von vielen Märkten (z. B. Textilindustrie bzw. Textil- und Bekleidungsindustrie – siehe auch Textilindustrie in Bangladesch). Zunächst dominierte Japan, dann folgten die Tigerstaaten (Südkorea, Taiwan und Singapur sowie Hongkong) und die Volksrepublik China. Inzwischen wandern schon Industrien von China in noch billigere Länder wie Vietnam und Kambodscha ab.